# Amt Neuhaus
Amt Neuhaus er en kommune i Landkreis Lüneburg, i den tyske delstat Niedersachsen. Den blev oprettet som kommune 1. oktober 1993. Amt Neuhaus hørte indtil 29. juni 1993 til den mecklenburg-vorpommersche Landkreis Hagenow.

## Geografi
Kommunen ligger i floddalen til Elben, mellem Naturparkerne Mecklenburgisches Elbetal og Elbhöhen-Wendland og hele området er en del af Biosfærereservatet Niedersächsische Elbtalaue. I kommunen ligger landsbyerne Dellien, Haar, Kaarßen, Neuhaus, Stapel, Sumte og Tripkau.